# Соколов, Виктор Алексеевич
Виктор Алексеевич Соколов (род. 24 апреля 1954 в Климовске, Московская область) — советский трековый и шоссейный велогонщик. Серебряный призёр Летних Олимпийских игр 1976 года и чемпионата мира по трековым велогонкам 1975 года в командной гонке преследования.